# Підмаренник скельний
{{#ifeq:0|0|{{#if:Galium saxatile|{{#if:|[[]}}|[[]]}}}}
Galium saxatile або підмаренник вересовий — вид рослин роду Galium. Споріднений тесакам.
Galium saxatile — це багаторічна трав’яниста рослина, яка росте на луках, болотах, вересах і лісах. Він може досягати висоти 20 сантиметрів (7,9 дюйм) і цвіте у Великій Британії з травня по серпень. Стебла голі, чотиригранні. Його листя 8—25 міліметрів (0,31—0,98 дюйм) довгі, по 6–8 на мутовку, ланцетні або оберненояйцеподібні. Метелик гірський кільчастий використовує рослину для отримання нектару.
Galium saxatile широко поширений у більшій частині північної та центральної Європи від Португалії та Ірландії до Скандинавії, Франції, Німеччини, Польщі, України та Росії. Також повідомляється, що він рідко натуралізований у Квебеку, Каліфорнії та на Фолклендських островах.

## Галерея

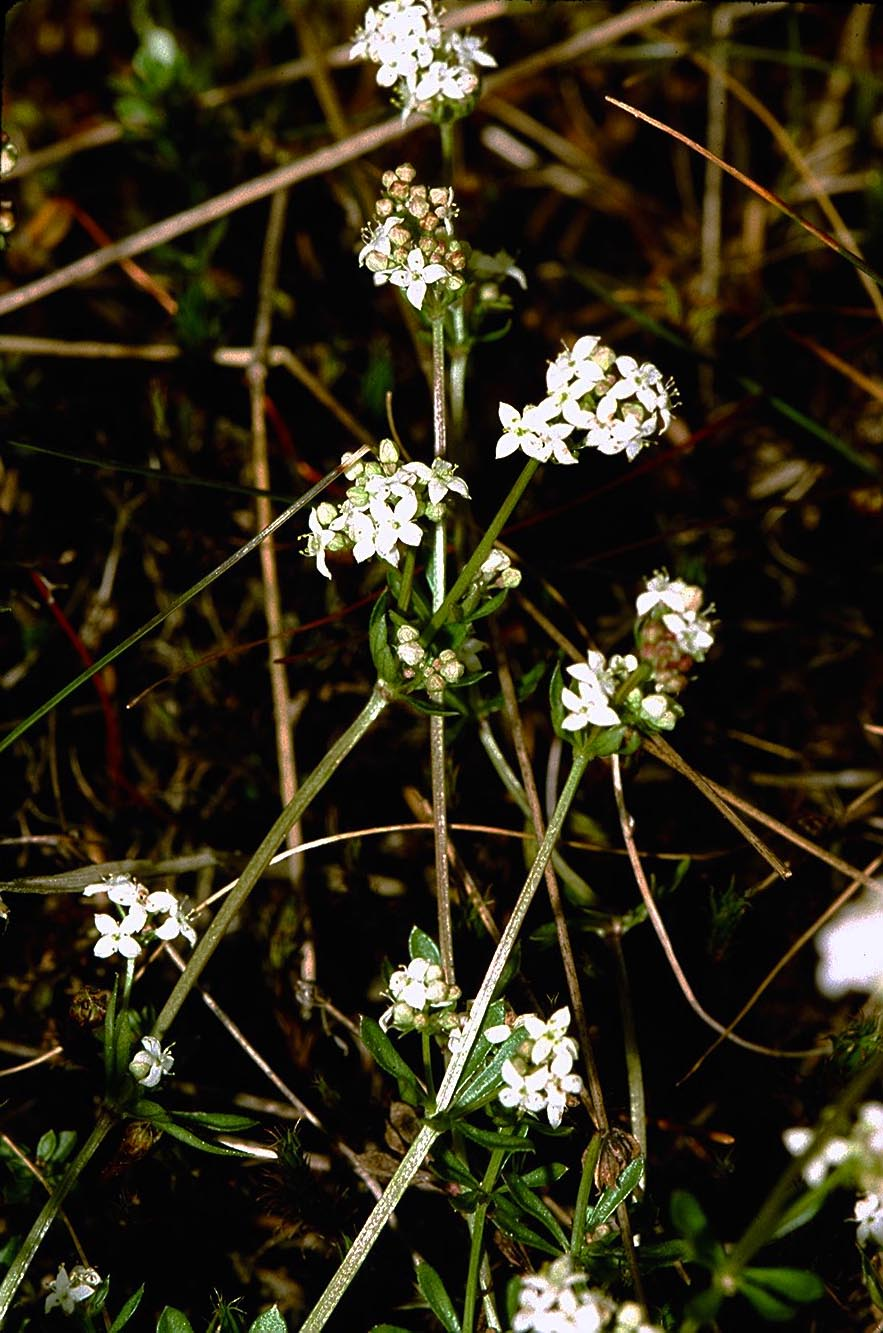
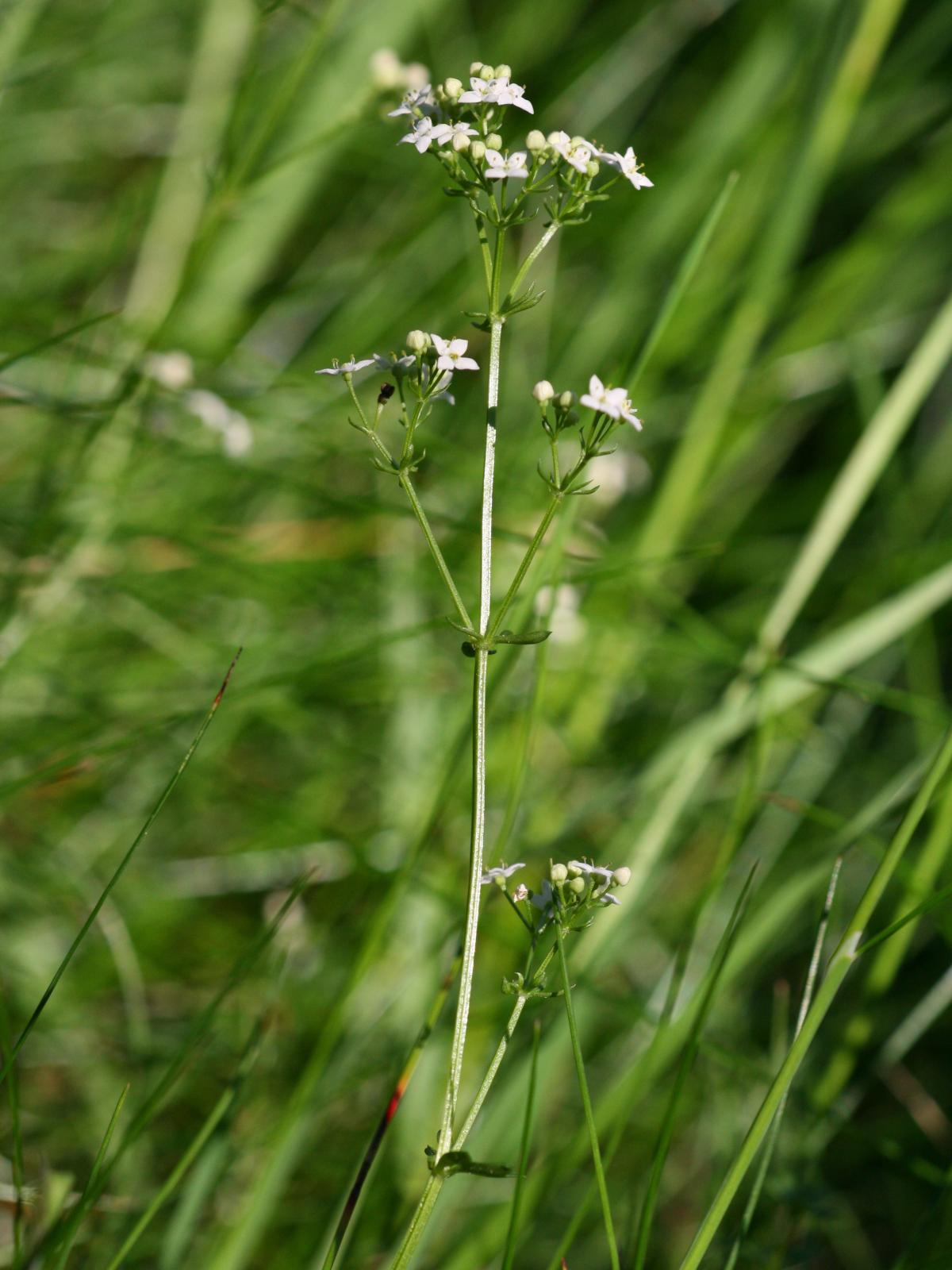
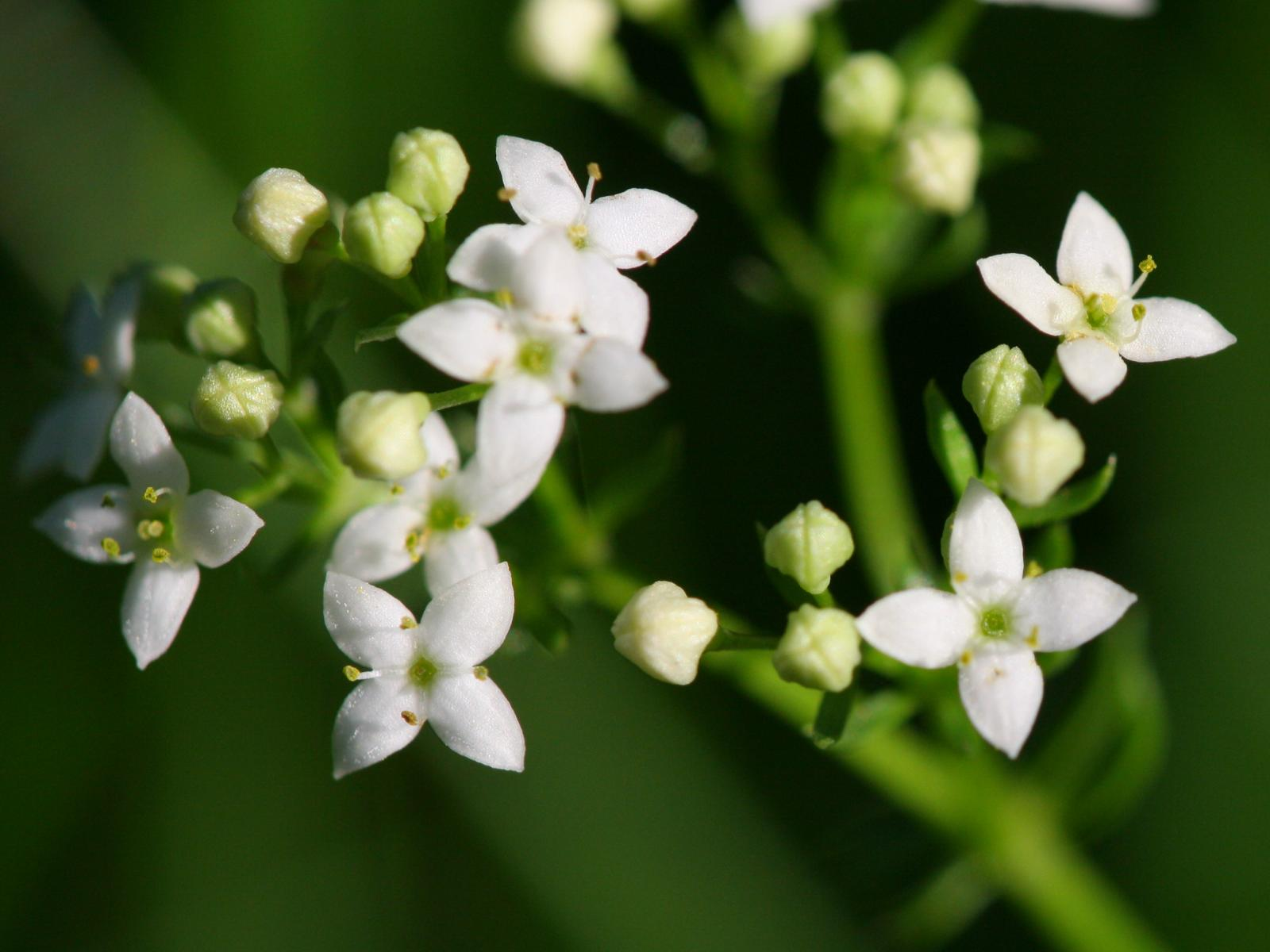